# Colonial Skimmer
Die Colonial Skimmer ist ein Amphibienflugzeug des US-amerikanischen Herstellers Colonial Aircraft Corporation, das Ende der 1940er Jahre entwickelt wurde. In der weiterentwickelten Version Lake Renegade wird das Baumuster noch heute (2017) von Lake Aircraft hergestellt.

## Geschichte
Die Colonial Aircraft Corp. wurde 1946 von David Thurston und vier weiteren Konstrukteuren und Entwicklern mit der Absicht gegründet, ein einmotoriges Amphibienflugzeug mit Druckpropeller zu bauen. Thurston griff dabei auf Konzepte zurück, die er bereits bei seinen früheren Arbeitgebern Goodyear und Grumman in den Mustern Goodyear GA-1 Duck und Grumman Tadpole (G-65) einsetzte. Die Konstruktionsarbeiten begannen im August 1946 und der Erstflug erfolgte am 17. Juli 1948. Der Prototyp (Luftfahrzeugkennzeichen N6595K) der C-1 Skimmer hatte anfangs einen 115 PS leistenden Lycoming-O-235-C1-Triebwerk, der auf einen Aeromatic-Propeller wirkte. In den folgenden sechs Jahren wurde der Entwurf weiterentwickelt. Zwischenzeitlich ersetzte ein Lycoming-Motor O-290-D mit 125 PS das Originaltriebwerk. Die endgültige Ausführung der C-1 erhielt einen Lycoming O-320 mit 150 PS, einen modifizierten Pylon, ein höheres Seitenleitwerk und längere Stützschwimmer. Die Musterzulassung erhielt die C-1 am 19. September 1955. Bis zur Produktionseinstellung Ende 1957 hatte Colonial 23 C-1 hergestellt.
Abgelöst wurde die C-1 durch die mit einem 180-PS-Lycoming O-360-A1A-Triebwerk ausgestattete viersitzige Variante C-2 Skimmer IV, die ihre Zulassung am 18. Dezember 1957 erhielt. Gegenüber der C-1 hatte die C-2 außerdem ein größeres Höhenleitwerk, verbesserte Stützschwimmer und strukturelle Verstärkungen der Tragflächen und des Motorpylons. Bis zum Verkauf der Fertigungsrechte und -anlagen im Oktober 1959 an die Lake Aircraft Division der Consolidated Aeronautics Inc., hatte Colonial 20 C-2 produziert. Hieraus entstand als Weiterentwicklung die Reihe der Lake LA-4-Flugboote, die weiterhin hergestellt werden.

## Konstruktion
Der in Ganzmetallbauweise ausgeführte einstufige Bootsrumpf ist in fünf wasserdichte Kompartimente aufgeteilt. Die freitragenden Tragflächen besitzen an der Vorder- und Hinterkante je einen Torsionskasten, zwischen denen ein einzelner Duralumin-Hauptholm angeordnet ist. Die ebenfalls in Ganzmetall gefertigten Querruder und Spaltklappen reichen über 80 % der Spannweite. Das Bugradfahrwerk ist einziehbar.

## Versionen
- C-1 Skimmer: 2 bis 3 Sitze, 150 PS Lycoming O-320
- C-2 Skimmer IV: 4 Sitze, 180 PS Lycoming O-360

## Technische Daten
| Kenngröße            | C-2 Skimmer IV |
| -------------------- | --- |
| Besatzung            | 1 |
| Passagiere           | 3 |
| Länge                | 7,16 m |
| Spannweite           | 10,41 m |
| Höhe                 | 2,84 m |
| Flügelfläche         | 14 m² |
| Leermasse            | 690 kg |
| Startmasse           | 1067 kg |
| Reisegeschwindigkeit | 216 km/h |
| Reichweite           | 805 km bei Reisegeschwindigkeit |
| Triebwerke           | 1 × Lycoming O-360 Vierzylinder-Boxermotor auf einem Pylon über dem Rumpfboot Hartzell Constant-Speed-Propeller mit 1,80 m Durchmesser |